# Chabuata dentosa
Chabuata dentosa är en fjärilsart som beskrevs av Turner 1911. Chabuata dentosa ingår i släktet Chabuata och familjen nattflyn. Inga underarter finns listade i Catalogue of Life.